# Клел (Изер)
Клел (фр. Clelles) насеље је и општина у источној Француској у региону Рона-Алпи, у департману Изер која припада префектури Гренобл.
По подацима из 2011. године у општини је живело 529 становника, а густина насељености је износила 25,34 становника/km². Општина се простире на површини од 21 km². Налази се на средњој надморској висини од 831 метар (максималној 1.560 m, а минималној 520 m).

## Демографија
| 1962. | 1968. | 1975. | 1982. | 1990. | 1999. | 2011. |
| ----- | ----- | ----- | ----- | ----- | ----- | ----- |
| 361   | 328   | 285   | 319   | 345   | 378   | 529   |

График промене броја становника у току последњих година